# Berlin (album)
Az 1973-as Berlin Lou Reed nagylemeze, harmadik szólóalbuma. 2003-ban 344. lett a Rolling Stone Minden idők 500 legjobb albuma listáján, holott a szakma 30 éven át katasztrofálisnak nevezte. Szerepel az 1001 lemez, amit hallanod kell, mielőtt meghalsz című könyvben.

## Az album dalai
| 1. | Berlin                    | Lou Reed | 3:23 |
| 2. | Lady Day                  | Lou Reed | 3:40 |
| 3. | Men of Good Fortune       | Lou Reed | 4:37 |
| 4. | Caroline Says I           | Lou Reed | 3:57 |
| 5. | How Do You Think It Feels | Lou Reed | 3:42 |
| 6. | Oh, Jim                   | Lou Reed | 5:13 |

| 1. | Caroline Says II | Lou Reed | 4:10 |
| 2. | The Kids         | Lou Reed | 7:55 |
| 3. | The Bed          | Lou Reed | 5:51 |
| 4. | Sad Song         | Lou Reed | 6:55 |

## Közreműködők
- Lou Reed – ének, akusztikus gitár, kórus
- Bob Ezrin – zongora, mellotron, producer, hangszerelés, kórus
- Michael Brecker – tenorszaxofon
- Randy Brecker – trombita
- Jack Bruce – basszusgitár, kivéve a Lady Day-t és a The Kids-et
- Aynsley Dunbar – dob, kivéve a Lady Day-t és a The Kids-et
- Steve Hunter – elektromos gitár
- Tony Levin – basszusgitár a The Kids-en
- Allan Macmillan – zongora a Berlinen
- Gene Martynec – akusztikus gitár, szintetizátor és vokális hangszerelés a The Bed-en, basszusgitár a Lady Day-en
- Jon Pierson – basszusharsona
- Dick Wagner – háttérvokál, elektromos gitár
- Blue Weaver – zongora a Men of Good Fortune-ön
- B.J. Wilson – dob a Lady Day-en és a The Kids-en
- Steve Winwood – orgona, harmonium
- Jim Reeves – hangmérnök
- Steve Hyden, Elizabeth March, Dick Wagner – kórus
- Allan Macmillan – hangszerelés

## Fordítás
Ez a szócikk részben vagy egészben a Berlin (album) című angol Wikipédia-szócikk ezen változatának fordításán alapul.  Az eredeti cikk szerkesztőit annak laptörténete sorolja fel. Ez a jelzés csupán a megfogalmazás eredetét és a szerzői jogokat jelzi, nem szolgál a cikkben szereplő információk forrásmegjelöléseként.